# 江铃汽车
江鈴汽車股份有限公司（简称：江铃、江铃汽车；英語：，英文缩写；深交所：000550/200550，简称：江铃汽车/江铃B；OTCBB：JGLMY
），是一间总部位于中国江西省南昌市的汽车制造公司，亦是中国的轻型卡车制造商，为江铃汽车集团公司旗下企業及中國兵器裝備集團屬下機構。该司前身为1968年成立的江西汽車製造廠，后在1984年引入日本五十鈴技術生產。1993年，合資成立江鈴五十鈴汽車有限公司，同年A股在深圳證券交易所上市。1995年，B股在深圳證券交易所上市。1997年，江鈴和美國福特汽車組成「全順」汽車品牌。其他主導品牌包括「JMC」、「凱銳」等。
其主要業務为生產及研发貨車、轎車、物流、销售服务和金融等。現任董事长邱天高，總裁范炘。

## 历史
前身是江西省交通厅汽车修配厂。当时的省长邵式平很重视汽车工业。1958年在汽车修配厂的基础上筹建江西汽车制造厂，并迁址于青云谱包家花园。经过10年创业，在修理汽车、制造配件基础上，于1968年4月30日，江西汽车制造厂仿制的南京“跃进”牌汽车生产出第一批12辆载重2.5吨的汽车，命名为“井冈山”牌。当时生产设备条件十分简陋，还没有冲压机，工人用18磅榔头敲打出的汽车驾驶室、翼子板等大件。
- 1947年4月8日，南昌汽车保养厂正式建厂，中华民国交通部运输总局第二运输处任命余祺祥为厂长 。该厂位于南昌市八一大道东侧、南昌长途汽车客运站附近。[1]
- 1949年4月，南昌汽车保养厂更名为南昌汽车修配厂。
- 1959年南昌汽车修配厂搬迁至青云谱区包家花园。
- 1962年12月，南昌汽车修配厂更名为南昌汽车修理厂。
- 1967年10月，南昌汽车修理厂更名为江西汽车制造厂。
- 1968年4月30日，江西汽车制造厂仿制的南京“跃进”牌汽车生产出第一批12辆载重2.5吨的汽车，命名为“井冈山”牌。
- 1984年，江铃在国内率先引进日本五十铃技术工艺，并利用成熟的五十铃技术产出国内第一辆具有国际先进水平的五十铃皮卡。[2]
- 1985年3月，与日本五十铃汽车株式会社双方签署正式合同：以技术引进、技贸结合方式引进日本五十铃公司NHR542双排座1.25吨轻型汽车。[3]
- 1988年8月12日，江西省内36家企业以江西汽车制造厂为龙头，组建江铃汽车集团公司。
- 1989年至1992年，江西汽车制造厂又先后兼并重组了江西拖车厂、南昌缝纫机厂、江西洗衣机总厂、江西钢窗厂、抚州底盘厂、赣州齿轮箱厂等企业。[3]
- 1991年“江铃汽车集团公司”于1991年正式成立。[3]
- 1993年4月18日，江铃五十铃汽车有限公司正式成立。公司注册资本2000万美元。江西汽车制造厂持有75%股权、日本五十铃公司、伊藤忠商社各持有12.5%股权。
- 1993年11月22日，江铃汽车股份有限公司从江铃集团分拆出来创立。
- 1993年12月1日，江铃汽车股份有限公司，在深圳证券交易所发行“赣江铃A”股，成为江西省第一家上市公司。
- 1995年8月21日，江铃汽车股份有限公司通过增发B股的ADRS方式，引进战略合作伙伴—美国福特汽车公司。福特公司以4000万美元购买江铃汽车股份有限公司增发B股后，占总股本20%的股权。1997年，江铃福特推出“全顺”汽车。
- 1998年9月，江铃汽车股份有限公司增发B股股票，美国福特汽车公司再次出资购买江铃B股股票，占江铃总股本的29.96%。[1]
- 2009年销售收入超过100亿元。[4]
- 2005年5月，由江铃集团以整车股权和负债与长安股份各增资45000万元，注册资本增加到10亿元。由此，江铃控股有限公司持有江铃汽车股份有限公司41.03%的股权。9月，美国福特汽车公司增持江铃汽车股份有限公司B股股票，占江铃总股本的30%。[1]
- 2010年，江鈴推出SUV品牌馭勝。[5]
- 2013年12月，福特公司完成对江铃汽车股份有限公司的增持计划，福特公司拥有江铃股份总股本32%的股份。[1]
- 2019年江铃集团重组，江铃控股有限公司持有41.03%的股权全部移交给南昌市江铃投资有限公司。[6][7]
- 2022年营业收入达到1016亿元。[8]

## 产品

### 福特品牌
- 途睿欧
- 领界
- 领睿
- 领裕
- 撼路者
- 新世代全顺
- 经典全顺
- Ranger游骑侠
- Bronco烈马

### JMC品牌
- JMC皮卡 宝典
- JMC皮卡 域虎7
- JMC皮卡 域虎9
- JMC皮卡 域虎钓鱼版
- JMC皮卡 域虎亲子版
- JMC皮卡 域虎EV
- JMC轻卡 凯锐
- JMC轻卡 新顺达
- JMC轻卡 经典顺达
- JMC轻卡 凯运
- JMC轻卡 顺威
- JMC轻客 福顺
- JMC轻客 特顺
- JMC轻客 全顺

### 驭胜品牌
- 新驭胜S350
- 全新驭胜S350
- 驭胜S350特装版